# Assedio di Philippsburg (1688)
L'assedio di Philippsburg è un episodio della Guerra della Grande Alleanza durante la quale l'esercito francese assediò la città di Philippsburg nell'attuale Land del Baden-Württemberg, in Germania.

## Contesto
Alla morte del principe elettore di Colonia nel giugno del 1688, due candidati si ritrovarono in lizza per succedergli, uno sostenuto da Luigi XIV, l'altro dall'imperatore. Non potendosi trovare una soluzione, la decisione fu affidata al Papa che optò per il candidato imperiale. Questo evento sarà il punto di partenza della guerra della Lega di Augusta e la presa della piazzaforte di Philippsburg ne fu una delle prime operazioni.

## Le forze in campo
Le prime operazioni militari importanti ebbero inizio a partire dal 27 settembre 1688 con l'attacco francese alla fortezza di Philippsburg difesa dal conte Maximilian Lorenz von Starhemberg, fratello del Feldmaresciallo Ernst Rüdiger von Starhemberg. Egli aveva a disposizione un reggimento di poco più di 2000 uomini, ma a causa di un'epidemia solo circa 1600 erano in condizione di combattere. Come artiglieria disponeva di 17 pezzi da batteria e 90 piccoli cannoni. Gli approvvigionamenti e le munizioni erano disponibili a sufficienza; in effetti mancava il vino, c'erano pochi soldati esperti (solo 20) e quasi nessun sottufficiale. Sul posto vi erano soltanto otto ufficiali, tra cui il nipote del conte, il tenente-colonnello Reichard von Starhemberg. Al contrario l'esercito francese, al comando nominale del Delfino, poteva contare su un esercito dai 30 000 ai 40 000 soldati, su 52 pezzi d'artiglieria di calibro più pesante e su 24 mortai. L'assedio si svolse agli ordini del futuro Maresciallo di Francia e grande ingegnere militare Vauban. Per la prima volta vi utilizzò il tir à ricochet', un tiro a rimbalzo con cui le palle di cannone venivano fatte rimbalzare oltre le fortificazioni esterne per causare danni all'interno delle mura.

## Le operazioni principali
Il 1º ottobre i francesi cominciarono a distruggere l'unico collegamento, denominato "ponte volante", tra la fortezza principale e lo "Schanze" (in tedesco "trincea") del Reno, una fortezza più piccola sull'altra sponda del fiume e munita di cannoni. Maximilian, accortosi che i francesi stavano schierando l'artiglieria contro lo Schanze (in quel momento totalmente indifeso), inviò 50 uomini di guarnigione, contromossa che gli permise di fermare il nemico per 6 giorni anche grazie all'impiego di trincee. Quando il 4 ottobre i francesi aprirono il fuoco contro la piccola fortezza e si impossessarono delle trincee i difensori erano già al sicuro dall'altra parte del Reno, dopo aver attraversato il fiume su barche senza essere visti. La perdita dello Schanze fu tuttavia svantaggiosa per gli assediati. Poiché la fortezza principale era difesa male sul lato del Reno i francesi ebbero in quel momento la possibilità di bombardarla liberamente sfruttando il punto debole. Il 6 ottobre Vauban progettò un piano di attacco: sfruttare la superiorità numerica lanciando attacchi simultanei in tre punti diversi al fine di abbattere più facilmente i bastioni della fortezza. Il piano fu attuato. Grazie a un attacco diversivo i genieri francesi riuscirono ad avanzare nonostante il tiro imperiale, ma non fu possibile lanciare l'attacco principale, dato che l'attrezzatura necessaria all'assedio non era ancora arrivata sul posto. Nel frattempo gli attacchi diversivi continuarono fino al 9 ottobre e i genieri francesi poterono raggiungere il fossato davanti ai bastioni.
Non vi furono altri movimenti prima che tutte le macchine d'assedio non vennero schierate dopodiché, all'alba del 10 ottobre, ebbe inizio un violento cannoneggiamento contro la fortezza principale di Philippsburg, che insieme alle sue strutture difensive venne bersagliata dal tiro continuo dei mortai francesi fino alla sua distruzione. Gli edifici erano così danneggiati che i difensori quasi non riuscivano a muoversi fra le macerie: durante la notte 200 uomini della guarnigione ripararono le brecce ed i pozzi, rendendo di nuovo utilizzabili le strutture difensive. L'attacco principale causò molte perdite ai francesi. Il 12 ottobre i genieri ricominciarono a scavare trincee fino al fossato della fortezza ed il giorno dopo attaccarono alcune strutture difensive. Il 14 ottobre i difensori tentarono di bloccare l'attacco principale assaltando le trincee nemiche e cercando di distruggere le macchine d'assedio, fino a quando un contrattacco lanciato dal tenente generale Catinat non causò loro così tante perdite da indurli a ritirarsi. Un'ulteriore sortita contro un punto d'attacco secondario non ebbe fortuna e fu anch'essa respinta con pesanti perdite. Vista la gravità della situazione i difensori domandarono un armistizio per il soccorso dei feriti e il trattamento delle lesioni subite. Catinat acconsentì alla condizione che venissero impiegati solamente soldati francesi per il trasporto dei feriti. Non fu solo un gesto caritatevole quello di Catinat, dato che fece vestire da soldati due ingegneri e li inviò nella fortezza affinché questi potessero controllare lo stato delle fortificazioni e la zona circostante. Ed entrambi tornarono con informazioni importanti, in particolare per ciò che riguardava il fossato, contenente soltanto due piedi d'acqua, e per l'esistenza di una diga nell'area paludosa antistante la fortezza che la rendeva praticamente impenetrabile.
I giorni seguenti, sotto una pioggia battente, il lavoro dei genieri proseguì e nuove batterie vennero predisposte. Il 17 ottobre gli assediati provarono una nuova sortita con l'intento di distruggere il lavoro dei genieri, ma causarono pochi danni, anche se i francesi subirono molte perdite. La notte successiva i francesi cominciarono a svuotare il fossato dalle sue acque. Il 18 ottobre gli assediati ottennero una piccola vittoria, riuscendo a distruggere una batteria e a far saltare un deposito di polvere da sparo.
Nella notte tra il 19 e il 20 ottobre i francesi cominciarono a riempire il fossato all'ala destra della fortezza, subendo grosse perdite dovute al fuoco dei difensori. Il 20 ottobre, dopo un potente bombardamento concentrato su quel punto, i francesi lanciarono un attacco. Tuttavia, a causa dei bombardamenti, la squadra dei difensori si trovava al riparo e non si accorse dell'attacco. I francesi ne approfittarono lanciando all'assalto numerose truppe che riuscirono ad attraversare il fossato prosciugato e a circondare i difensori. Il panico si diffuse tra gli uomini di guardia che iniziarono a fuggire. Con 60 uomini il conte Archo cercò di porre rimedio alla situazione, ma nonostante la sua resistenza (lui stesso morì nello scontro), quella parte di fortezza venne conquistata. Tra i 140 difensori solo pochi riuscirono a salvarsi. Il morale dei difensori crollò e una controffensiva efficace divenne impensabile. Non essendoci più nulla da bere, né vino né acqua, si cominciò a temere una rivolta generale dei soldati e della popolazione civile ormai stremata.

## La presa della fortezza
Fino al 26 ottobre, i francesi continuarono la loro opera d'assedio, proteggendo le fortificazioni e l'ala conquistata. Il 26 ottobre Vauban si convinse che la vittoria non poteva essere mancata se non con l'arrivo anticipato dell'inverno o nel caso la città fosse stata soccorsa. Tuttavia, l'inverno sarebbe sicuramente arrivato prima dei soccorsi, dato che l'Imperatore non aveva i mezzi per riunire un nuovo esercito che fosse in grado di salvare Philippsburg. Quello stesso giorno e fino al giorno seguente Vauban fece sparare contro il bastione mediano del Kronwerk con 18 cannoni di grande calibro. Il 28 del bastione mediano non rimanevano che i ruderi, ma era ancora difeso. Dopo di che, nella notte fra il 28 e il 29, due volontari avevano tranquillamente ispezionato il bastione mediano e la sua guarnigione, e Vauban aveva stabilito che il Kronwerk era maturo per un assalto. Un violento attacco ebbe luogo proprio nel momento in cui il conte Maximilian stava incontrandosi con i suoi ufficiali per discutere la resa. Già da diversi giorni tutti pensavano che la capitolazione fosse l'unica possibilità rimasta, l'unico di parere contrario era proprio il conte Maximilian von Starhemberg. I francesi si stabilirono nei pressi di Kronwerk, per costringere Maximilian a lanciare un contrattacco. Ma il conte non poteva più inviare la sua gente a combattere e quando Vauban vide questa esitazione ordinò un assalto generale. Dopo una breve resistenza gli imperiali non poterono far altro che ritirarsi a Kronwerk per poi essere sopraffatti da un nemico numericamente superiore. Alla fine della giornata Kronwerk venne persa e difensori si limitarono a difendere solo la rocca principale. Con le truppe molto deboli e scoraggiate sarebbe stato impossibile respingere un nuovo assalto.
Il 30 ottobre la fortezza si arrese dopo 32 giorni di assedio. Gli assediati ottennero il diritto di ritirarsi a Ulma liberamente e in tutta sicurezza. Il 1º novembre Starhemberg lasciò la fortezza con circa 1500 uomini, 100 vetture e sei pezzi di artiglieria. Quando i francesi occuparono la piazzaforte si trovavano ancora lì, tra le altre cose, 150 000 libbre di polvere, 22 000 proiettili, 1 600 sacchi di grano e 124 pistole di tutti i calibri. Durante l'assedio i francesi ebbero 587 morti e 1013 feriti in base alle proprie informazioni, mentre gli imperiali persero circa 600 uomini della guarnigione. Una volta arrivato a Ulma, il conte Maximilian von Starhemberg fu convocato a Vienna, dove si dovette giustificare davanti ad una commissione militare per la consegna di Philippsburg. Ma da questa commissione fu completamente assolto.